# 石倉英彦
石倉 英彦（いしくらひでひこ、1947年6月20日 - ）は、日本の俳優。京都府出身。身長178cm、体重68kg、血液型はA型。

## 来歴・人物
児童劇団所属の子役として1960年にデビュー。デビューから1978年頃までは三島 猛（みしま たけし）名義でクレジットされている作品もある。
1966年の映画『燃えよ剣』では沖田総司役に抜擢され、テレビドラマでは1963年の『人形峠』に初出演したのを皮切りに様々な作品に出演。
1970年代以降は『水戸黄門』、『暴れん坊将軍』、『必殺シリーズ』などの時代劇に素浪人や極道などの悪役を中心に演じることが多く、極道映画ではアクの強いヤクザを演じるなど見た目のシャープさと鋭さを活かし活躍している。

## 出演

### 映画
- パイナップル部隊（1959年、松竹） - 隆
- 「明治の風雪」より 柔旋風（1965年、松竹）
- 続・柔旋風 四天王誕生（1965年、松竹） - 津崎公平
- 燃えよ剣（1966年、松竹） - 沖田総司
- 河内フーテン族（1968年） - 浅太郎
- 櫂（1985年、東映）
- 極道の妻たち（1986年、東映）
- 吉原炎上（1987年、東映） - 本間治部
- 226（1989年、東映）
- 極道の妻たち 三代目姐（1989年、東映） - 喫茶店の客
- 陽炎（1991年、バンダイ・松竹）
- くノ一忍法帖（1991年） - 薄墨友康
- 新・極道の妻たち 覚悟しいや（1993年、東映）
- 鬼平犯科帳 劇場版 （1995年、松竹）
- くノ一忍法帖 自来也秘抄（1995年） - 藤堂内匠
- 極道の妻たち 危険な賭け（1996年、東映） - 勝俣剛志
- 走らなあかん 夜明けまで（1996年） - 唐山
- 必殺始末人（1997年） - 古田丈助
- くノ一忍法帖 柳生外伝 江戸花地獄（1998年） - 大道寺鉄斎
- 極道の妻たち 決着（1998年、東映） - 菱田行男
- 極道の妻たち 死んで貰います（1999年、東映）
- さくや妖怪伝（2000年） - 橘善之助
- 新・影の軍団 第参章 地雷火（2003年）
- ラブレター（2003年、大阪府教育委員会）

### テレビドラマ
- 月姫峠（1963年、日本テレビ）
- 明治天皇（1966年、読売テレビ） - 明治天皇
- 桃太郎侍（日本テレビ）
  - 第155話「べらんめえ姫君」（1979年）
  - 第173話「恋女房は人の妻」（1980年）
  - 第194話「大江戸娘番長」（1980年）
  - 第215話「生みの親より育ての親か」（1980年）
  - 第223話「娘剣法一番勝負」（1981年）
  - 第234話「金の鯱鉾の女」（1981年）
  - 第241話「赤い首輪をつけた猫」（1981年）
- 暴れん坊将軍シリーズ（テレビ朝日）
  - 吉宗評判記 暴れん坊将軍
    - 第69話「名刀 誇りあり」（1979年） - 桜井縫之介
    - 第100話「天下御免のにせ将軍」（1980年2月16日） - 西河
    - 第114話「正体見たぞ! 隼小僧」（1980年） - 松山
    - 第141話「春遠し凶賊の母」（1980年） - 舟木
    - 第160話「春を待たずに散った花」（1981年） - 宗助
    - 第170話「決斗! 甲州笛吹川」（1981年） - 仁田大助
    - 第191話「吉原、木枯し女の涙」（1981年） - 河井七之助

  - 暴れん坊将軍II
    - 第1話「一番神輿が俺を呼ぶ!」（1983年） - 同心
    - 第18話「飛脚鳩 ちゃんを訪ねて乱れ舞い」（1983年） - 加山
    - 第52話「母よ喜べ 親父が立った!」（1984年） - 大沢孫二郎
    - 第87話「粋な合羽の似合う奴!」（1984年） - 弥兵衛
    - 第98話「あゝ憎まれて五十年!」（1985年） - 翼九十郎
    - 第132話「弁天様の甘い誘惑!」（1985年） - 銀造
    - 第148話「惚れた病いを治す酒!」（1986年） - 服部久蔵
    - 第175話「愛の証しの月夜唄!」（1986年） - 岩田金十郎

  - 暴れん坊将軍III
    - 第4話「血ぬりの一文銭」（1988年） - 嘉平
    - 第27話「罠にかかった女」（1988年） - 仙吉
    - 第56話「草笛に秘めた過去」（1989年） - 三室勘兵衛
    - 第68話「マルカの女の目安箱」（1989年） - 沢田
    - 第84話「夫婦そば危機一髪!」 （1989年） - 荒木
    - 第106話「激闘! 大坂城 吉宗に挑む豊臣一族!」（1990年4月7日、テレビ朝日） - 御膳奉行
    - 第118話「吉宗 まさかの刑場破り!」（1990年） - 皆川

  - 暴れん坊将軍IV
    - 第10話「天下御免のくいしんぼう坊侍」（1991年） - 市橋
    - 第30話「紀州の海鳴り おやこ波」（1991年） - 勝辺陽蔵
    - 第53話「みちのく純愛行進曲!」（1992年） - 坂上
    - 第63話「三年目の新妻化粧!」（1992年） - 手塚

  - 暴れん坊将軍V
    - 第13話「子連れ巡礼の逆襲」（1993年） - 巳之助
    - 第24話「悪をあばいた潮騒の娘」（1993年） - 藤吉
    - 第41話「対決! みちのく恋風剣法」（1994年） - 遠藤平八

  - 暴れん坊将軍VI
    - 第7話「虹をつかんだ女」（1994年） - 左右助
    - 第17話「人参に咲いた花祝言」（1995年） - 宗対馬守
    - 第27話「炎上! 大奥の恋」（1995年） - 鬼沢玄馬
    - 第39話「死を呼んだ悲願花」（1995年） - 伊藤良介

  - 暴れん坊将軍VII
    - 第4話「花の吉原 空飛ぶおいらん」（1996年） - 門馬弥蔵
    - 第16話「め組の喧嘩! 二人の女房」（1997年） - 宗助

  - 暴れん坊将軍VIII
    - 第10話「陰謀に巻きこまれた黄門様!?」（1997年） - 伊藤源之介
    - 第17話「謎! 孤児を集める男」（1998年） - 長谷部要蔵

  - 暴れん坊将軍IX
    - 第15話「潜入! 吉宗の生母 小石川養生所の謎」（1999年） - 鮫島外記
    - 第24話「涙の上州路 誉れの仇討ち」（1999年） - 赤松玄蕃

  - 暴れん坊将軍X
    - 第3話「禁じられた恋文! 罪深き女の一途な愛」（2000年） - 梵天の喜代蔵
    - 第18話「罠に落ちた女の夢! あの頃の私に戻りたい」（2000年） - 梶原市之丞

  - 暴れん坊将軍 800回新春スペシャル（2001年） - 村上十内
  - 暴れん坊将軍XI 第11話「徳田新之助殺人事件!!」（2001年） - 滝静馬
  - 暴れん坊将軍 最終回スペシャル （2003年） - 白蛇
- 水戸黄門（TBSテレビ）
  - 第10部 第16話「母恋し鈴鹿馬子唄 -大津-」（1979年11月26日）
  - 第11部 第12話「瞼の父は用心棒 -宮古-」（1980年11月3日） - やくざ
  - 第12部
    - 第3話「黄門様の盗っ人仁義 -府中-」（1981年9月14日） - 源八
    - 第11話「献上塩昆布にかけた意地 -大坂-」（1981年11月9日） - 剛蔵
    - 第17話「備前緋襷兄弟茶碗 -岡山-」（1981年12月21日） - 雲助

  - 第13部
    - 第5話「ドジな息子の泥棒修業 -清水-」（1982年11月15日） - 伊豆屋の手下
    - 第10話「尾張名古屋の妖怪退治 -尾張-」（1982年12月20日） - 人足
    - 第24話「とどけ馬子唄瞼の母に -熊本-」（1983年3月28日） - 権太

  - 第14部 第21話「鬼が棲んでた地獄島 -佐渡-」（1984年3月19日） - 権造
  - 第15部
    - 第10話「嫁が支えた唐津焼 -唐津-」 （1985年4月1日） - 月岡の配下
    - 第38話「父と呼ばれた格之進 -大宮-」（1985年10月14日） - 勢造の子分

  - 第16部
    - 第18話「悪が群がる隠し銀山 -大森-」（1986年8月25日） - 石見屋の手下
    - 第25話「黄門様を叱った娘 -鶴岡-」（1986年10月13日） - 役人
    - 第28話「娘を救った偽黄門 -弘前-」（1986年11月3日） - 役人
    - 第34話「恐怖の隠密狩り -二本松-」（1986年12月15日） - 足立郡代手代

  - 第17部 第5話「男十手の木曽節仁義 -妻籠-」（1987年9月28日） - 仁助の子分
  - 第18部
    - 第2話「御老公爆殺指令! -佐倉-」（1988年9月19日）
    - 第14話「泣き笑い助太刀志願 -小浜-」（1988年12月12日）
    - 第19話「幸せ運んだ子守唄 -島原-」（1989年1月23日）
    - 第30話「天下の嶮の悪退治 -箱根-」（1989年4月10日）
    - 第31話「邪剣砕いた献上刀 -鎌倉-」（1989年4月17日） - 勘造

  - 第19部 第21話「烏に狙われた女 -富山-」（1990年2月19日）
  - 第20部
    - 第5話「鰻が祟った幽霊旅籠 -浜松-」（1990年11月26日）
    - 第19話「姫様騙って悪退治 -長崎-」（1991年3月18日）
    - 第22話「酔いどれ幸助涙の仇討ち -鹿児島-」（1991年4月8日）
    - 第33話「意地比べ恋の友禅 -金沢-」（1991年6月24日） - 由
    - 第43話「男意地気の離縁状 -一関-」（1991年9月2日） - 亥吉

  - 第21部 第11話「姫君替玉大作戦 -阿蘇-」（1992年6月15日） - 亥平
  - 第22部
    - 第22話「出雲の蕎麦は恋の味 -出雲-」（1993年10月11日） - 黒崎
    - 第26話「誘拐された黄門さま -豊岡-」（1993年11月8日）

  - 第23部
    - 第12話「兄の敵はお殿様 -山中-」（1994年10月24日） - 伊与次
    - 第26話「悪が群がる山鹿灯籠 -山鹿-」（1995年2月6日） - 鉄次
    - 第31話「格さんは夫の敵 -丸亀-」（1995年3月13日） - 仁蔵
    - 第36話「迷子になった黄門様 -岐阜-」（1995年4月17日） - 中川

  - 第24部
    - 第19話「悪を糺した瀬戸の花嫁 -広島-」（1996年1月29日） - 蟹十
    - 第33話「涙でついた父の嘘 -仙台-」（1996年5月13日）

  - 第25部
    - 第24話「藩を救った反魂丹 -富山-」（1997年6月9日） - 三次
    - 第31話「湖水に秘めた忍ぶ恋 -十和田-」（1997年7月28日） - 田中兵蔵

  - 第26部
    - 第7話「命を賭けた忍びの対決 -豊後高田-」(1998年3月30日)　- 野村克之助
    - 第21話「間違えられた縁談話 -福知山-」(1998年7月6日)　- 黒部

  - 第27部
    - 第5話「美女に化けた大盗っ人 -山形-」（1999年4月19日） - 木田
    - 第15話「なまはげの凶賊退治 -男鹿-」（1999年6月28日） - 六造
    - 第20話「孫を救った燃える水 -新津-」（1999年8月2日） - 彦八
    - 第26話「救って下さい!母子地蔵さま -追分-」（1999年9月13日） - 源六

  - 第28部
    - 第13話「哀しきゴマスリ出世道-桑名-」(2000年6月5日)　- 北村庄太夫
    - 第21話「意地と涙の人形芝居 -淡路-」（2000年8月7日） - 倉造

  - 第29部 第24話「天晴れ!若殿の改革 -白河-」（2001年9月10日） - 北沢弥五郎
  - 第30部
    - 第8話「記憶を探した津軽三味線 -陸奥十三湊-」（2002年2月25日） - 沢井又五郎
    - 第18話「格さんのじゃじゃ馬馴らし -下津井-」（2002年5月13日） - 高崎盛助

  - 第31部 第6話「娘剣士の上意討ち -吉田-」　　(2002年11月18日)　- 野添勘太夫
  - 第32部
    - 第7話「臆病風を吹っ飛ばせ! -高岡-」　(2003年9月8日)　- 山崎総十郎
    - 第15話「おいらの馬は日本一 -三春-」　(2003年11月24日)　- 岡崎

  - 第33部
    - 第13話「甘ったれ若旦那に喝! -出雲-」(2004年7月12日)　- 鮫五郎
    - 第22話「大対決!八百八町の日本晴れ -江戸-」(2004年9月20日)　- 仁岡

  - 第34部
    - 第3話「父子つないだ職人魂 -相馬-」　(2005年1月24日)　- 角木源十郎
    - 第13話「百鬼夜行の鬼ヶ島 -大曲-」　　(2005年4月25日)　- 丑松

  - 第35部 第4話「湯の町守る孤独な正義 -道後-」(2005年10月31日)　- 堀江の安
  - ナショナル劇場50周年記念特別企画スペシャル （2006年3月13日） - 阿部
  - 第36部
    - 第7話「狙われた百万石の婚礼 -金沢-」（2006年9月4日） - 蝉丸
    - 第20話「祇園の夜の大騒動! -京都-」　(2006年12月18日)　- 軍次

  - 第37部
    - 第7話「家族を捨てた母の愛 -鶴岡-」　(2007年5月21日)　- 金平
    - 第22話「嘘からでた真ごころ-二本松-」(2007年9月10日)　- 貫六

  - 第38部
    - 第4話「人形一座に春が来た -淡路-」　(2008年1月28日)　- 浪人
    - 第22話「俺の姉に手を出すな -小田原-」(2008年6月16日)　- 勘助

  - 第39部 第20話「踊り子の想いを繋ぐ天の橋立 -宮津-」(2009年3月9日)　- 仁助
  - 第40部 第13話「男を変えた女の純情 -出雲崎-」（2009年11月2日） - 常吉
- 必殺シリーズ（ABCテレビ）
  - 必殺必中仕事屋稼業 第12話「いろはで勝負」（1975年） - 太吉
  - 新・必殺仕置人 第31話「牢獄無用」（1977年） - 同心 水上
  - 必殺からくり人・富嶽百景殺し旅 第10話「隅田川関屋の里」（1978年） - 作間芳之進
  - 翔べ! 必殺うらごろし
    - 第7話「赤い雪を降らせる怨みの泣き声」（1979年） - 竹井
    - 第18話「抜けない刀が過去を斬る!」（1979年） - 小谷

  - 必殺仕事人
    - 第6話「主水は葵の紋を斬れるか？」（1979年） - 伊藤伊織
    - 第20話「この世の地獄は何処にあるのか?」（1979年） - 耕作
    - 第33話「炎技 半鐘撲り」（1980年）- 中島半之丞
    - 第48話「表技 魔の鬼面割り」（1980年） - 加藤進三
    - 第72話「念じ技偽説法ざんげ斬り」（1979年） - 輝三
    - 第79話「隠し技潜入喉輪攻め」（1980年） - 安部左馬之助

  - 必殺仕舞人 第7話 「丹後の宮津の嘆き唄 -京都・宮津-」（1981年） - 早川久蔵
  - 新・必殺仕事人
    - 第16話「主水 家で説教する」（1981年） - 由蔵
    - 第23話「主水 かくれて夜勤する」（1981年） - 順次郎
    - 第32話「主水安心する」（1982年） - 歌川夢楽
    - 第48話 「主水 倹約する」（1982年） - 啓介

  - 新・必殺仕舞人 第4話「八木節は悲しい村の恨み節」（1982年） - 狩野
  - 必殺仕事人III
    - 第13話「上役の期待を裏切ったのは主水」（1983年） - 原田
    - 第25話「殺しを見られたのは秀」（1983年） - 小原
    - 第35話「金融札に手を出したのは加代」（1983年） - 巳之吉

  - 必殺渡し人 第7話「お化け屋敷で渡します」（1983年） - 小平次
  - 必殺仕事人IV
    - 第13話「お加代 りつの殺しを頼まれる」（1984年1月27日） - 弥七
    - 第28話「順之助 20歳の誕生日に誘拐される」（1984年5月11日） - 弥七

  - 必殺仕切人
    - 第11話 「もしも父親が"娘よ"と泣いたら」（1984年） - 権次
    - 最終話 「もしもソックリの殺し屋が現れたら」（1984年） - ニセ新吉

  - 必殺仕事人V 第7話「主水、生体解剖に腰を抜かす」（1985年） - 東舟
  - 必殺仕事人V・激闘編
    - 第1話「殺しの番号壱弐参」（1985年） - 用人
    - 第6話「加代、丸坊主になる」（1985年） - 仙之介
    - 第20話「主水、健康診断にひっかかる」（1986年） - 六三郎

  - 必殺まっしぐら! 第1話「秀が帰ってきた!」（1986年） - 矢助
  - 必殺仕事人V・旋風編
    - 第5話「主水、X'マスプレゼントする」（1987年） - 永倉
    - 第13話「主水、化粧をする」（1987年） - 林喜助

  - 必殺仕事人V・風雲竜虎編 第18話「身代わり大名悪人討ち!」（1987年） - 久坂以蔵
  - 必殺仕事人・激突!
    - 第8話「新門辰五郎のまとい」（1991年） - 安五郎
    - 第19話「秀、女絵師のモデルになる」（1992年） - 花井右近

  - 必殺スペシャル・新春 せんりつ誘拐される、主水どうする? 江戸政界の黒幕と対決!純金のカラクリ座敷（1992年） - 石和友成
- 影の軍団シリーズ（関西テレビ / 東映）
  - 服部半蔵 影の軍団 第25話「悲恋からくり天井」（1980年）- 堀内竜之助
  - 影の軍団II 第22話「甲賀忍法・必殺の賭け」（1982年）- 仙造
- 源九郎旅日記 葵の暴れん坊（テレビ朝日）
  - 第7話「大井川兄弟仁義」（1982年） - 浪人
  - 第21話「葉隠れは金魚侍と見つけたり」（1982年） - 赤木
- 大岡越前（TBSテレビ）
  - 第8部
    - 第11話「十手に隠れた悪企み」（1984年10月1日）
    - 第19話「闇夜に咲いた魔性の女」（1984年11月26日）

  - 第9部
    - 第12話「縛られたお地蔵様」（1986年1月13日）
    - 第20話「見えぬ目が見た真犯人」（1986年3月10日）

  - 第10部 第13話「育ての親は凶状持ち」（1988年5月23日）
  - 第11部
    - 第1話、第2話「吉宗暗殺の野望」（1990年4月23、30日）
    - 第18話「殺しを招いた横恋慕」（1990年8月20日） - 松吉
    - 第23話「昔馴染は盗賊一味」（1990年9月24日） - 由松

  - 第12部
    - 第6話「能面の女が雇った刺客」（1991年11月18日）
    - 第12話「将軍救った鉄拳仁術」（1992年1月6日）
    - 第15話「裏切り女房の偽証言」（1992年1月27日）

  - 第13部
    - 第1話「大岡越前」（1992年11月16日）
    - 第20話「過去を消していた女」（1993年3月29日） - 政吉

  - 第15部 第9話「白洲に立った将軍様」（1998年11月2日） - 神尾左京
- 赤かぶ検事奮戦記IV（ABCテレビ） 第2話「桃色レター裁判」（1985年）
- 江戸を斬る（TBSテレビ）
  - 江戸を斬るVII 第16話「陰謀砕く孤独の剣」（1987年）
  - 江戸を斬るVIII
    - 第3話「悪が群がる地獄島」（1994年） - 作州
    - 第18話「育ての父が親の敵」（1994年）
- 名奉行 遠山の金さん（テレビ朝日）
  - 第1シリーズ 第7話「美女が恨みの刃」（1988年） - 常松
  - 第2シリーズ
    - 第4話「暴かれた二つの顔の美人妻」（1989年）
    - 第22話「消えた犯人を探せ!助っ人は年上の女」（1989年） - 八造

  - 第3シリーズ
    - 第5話「罠に落ちた女の涙」（1990年） - 陣場仙十郎
    - 第25話「京の姫君の妖しい誘惑」（1991年） - 紀十

  - 第4シリーズ 第7話「狙われた生き証人」（1992年） - 大高竜之進
  - 第5シリーズ
    - 第6話「涙の仇討!二度裏切られた女」（1993年） - 原口竜之進
    - 第23話「笹舟の謎!歩いてきた幽霊」（1993年） - 村上平蔵

  - 第6シリーズ
    - 第11話「復讐の女絵草子」（1994年） - 兵藤玄馬
    - 第22話「還暦祝い毒殺事件」（1995年） - 門倉

  - 第7シリーズ
    - 第7話「投げ縄殺人!忍びをあやつる男」（1995年） - 軍次
    - 第17話「また男が死ぬ!私は疫病神の女」（1996年） - 栄次
- 続・三匹が斬る! （テレビ朝日）第9話「連発銃、昨日の友は今日の敵」（1989年） - 京の公家
- 長七郎江戸日記 第2シリーズ「まかない屋おりき」（日本テレビ）（1989年） - 根岸主膳
- 月影兵庫あばれ旅（テレビ東京）
  - 第1シリーズ 第8話「殺したのは私じゃない」（1989年） - 仁吉
  - 第2シリーズ 第12話「京の都の鬼を斬れ!」（1990年） - 加倉井
- あばれ八州御用旅（テレビ東京）
  - 第1シリーズ 第6話「用心棒の目に涙 哀れ母子の絆」（1990年） - 熊沢半蔵
  - 第2シリーズ
    - 第6話「地獄へ送る一万両」（1991年） - 林小十郎
    - 第11話「三吉馬子唄 なみだ唄」（1991年） - 工藤
    - 第21話「旅人平八郎怒りの賭場荒らし」（1991年） - 犬山松十郎

  - 第3シリーズ 第12話（SP）「清水の次郎長を叩っ斬れ!」（1992年） - 北林源九郎
  - 第4シリーズ 第2話「男たちの哀歌!疑惑の賞金首」（1994年） - 神坂陣内
- 銭形平次（フジテレビ） ※北大路欣也版
  - 第1シリーズ 第1話（SP）「九尾の狐」（1991年） - 次郎吉
  - 第3シリーズ 第13話「満月の夜の惨劇」（1993年）
  - 第4シリーズ 第9話「殺しの絵図」（1994年） - 虎松
  - 第5シリーズ 第7話「危険な関係」（1995年） - 喜三郎
- 鬼平犯科帳（フジテレビ）
  - 第2シリーズ
    - 第10話「女賊」（1991年）
    - 第14話「夜狐」（1991年）

  - 第6シリーズ 第4話「浮世の顔」（1995年）
  - 第7シリーズ 第6話「殺しの波紋」（1997年）
  - 第8シリーズ 第5話「はぐれ鳥」（1998年）
- 八百八町夢日記（日本テレビ） 第2シリーズ SP「みちのく忠臣蔵」（1991年） - 久蔵
- 赤かぶ検事の逆転法廷（ABCテレビ）（1992年） - 片山市郎 役
- 新・三匹が斬る!（テレビ朝日）
  - 第3話「消えた女房、砂金地獄に咲いた花」（1992年） - 安西伝八
  - 第13話「松島や、義賊に惚れた花一輪」（1992年） - 山崎
  - 第21話「出雲崎、嘘を並べて唐丸破り」（1993年） - 島村
- 半七捕物帳（日本テレビ） 第3話「娘いれずみ鬼十手」（1992年） - 犬飼右蔵  ※里見浩太朗版
- 闇を斬る!大江戸犯科帳（日本テレビ） 第17話「人情裁き! 裏表二人奉行」（1993年） - 喜作
- 江戸の用心棒（日本テレビ）
  - 第7話「哀れ!結び文の謎」（1994年） - 安川六郎太
  - 第11話「天高く死者訪れる秋」（1994年） - 早田軍兵衛
  - 第25話「身代り清三郎、鬼になる!」（1995年） - 松波彦之丞
- 江戸の用心棒II（日本テレビ）
  - 第5話「当世殺しの人事」（1995年） - 後藤兵庫
  - 第12話「女は度胸の珍商売」（1996年） - 市子市蔵
- 大江戸弁護人走る（テレビ朝日）
  - 第13話「離縁　手首の傷を隠す女」（1996年8月1日） - 又岡圭之助
  - 第17話「悪女変身　過去を忘れたい女！」（1996年9月5日） - 永代一家 役名なし
- オヤジ探偵 第1シリーズ 第4話「闇の殺人犯! 13回死んだ男」から出演（2001年、テレビ朝日） - レギュラー・秦野係長
- 京都殺人案内（ABCテレビ） 第25作「根室・納沙布、慟哭の海!」（2002年） - 吉岡俊也
- 盤嶽の一生 第5話「落としもの」（2002年、CX）
- おみやさんシリーズ（ANB） 
  - 第3シリーズ 第1話「容疑者に愛された女弁護士 10年目の謎」（2004年） - 篠原
  - 第4シリーズ 第10話「高級京友禅に秘めた殺意!! 愛娘に裏切られた老舗旅館女将!」（2005年） - 竹見久志
  - 第5シリーズ 第3話「見舞金を残した逃亡犯!! 夫に言えない妻の過去…」（2006年） - 佐竹
  - 第6シリーズ 第4話「動き出した誘拐トリック…!15年後の声紋鑑定!!」（2008年） - 藤本光雄
- 八丁堀の七人 第7シリーズ 第8話「ついに完結! さらば七人!! 江戸城乗込み」（2006年、EX / 東映） - 戸辺慎之介
- 京都地検の女 第4シリーズ 第4話「試された母子愛…小さな瞳に映る殺人者の影!!」（2008年、ANB） - 坂本道弘
- 遠山の金さん （テレビ朝日）第4話「身代わり殺人の罠と情婦の涙!! 用心棒になった金さん!?」（2007年） - 於兎吉
- 主水之助七番勝負〜徳川風雲録外伝〜（2008年） - 猪俣 役
- ドラマスペシャル「断絶」（テレビ朝日）（2009年10月3日） - 白川鑑識課員
- 相棒（テレビ朝日） Season 8 第10話「特命係、西へ!」（2010年1月1日） - 織田信長
- ドラマSP 鬼龍院花子の生涯（テレビ朝日）（2010年6月6日） - 権藤

### オリジナルビデオ
- 新・第三の極道V 裏盃の逆襲（1997年、GPミュージアム） - 刑事
- 日本極道史 さらば仁義（2000年）
- 日本極道史 さらば仁義2（2000年）
- 悪名（2001年、シネマパラダイス） - 小倉長五郎
- 悪名2 荒ぶる喧嘩魂。（2001年、シネマパラダイス） - 小倉長五郎
- 難波金融伝・ミナミの帝王25 誘惑の華（2003年、ケイエスエス）
- ムラマサ（2004年）